# Nuoto ai XVI Giochi del Mediterraneo - 50 metri dorso femminili

## Record
Prima di questa competizione, il record del mondo (WR) e il record dei Giochi del Mediterraneo (GR) erano i seguenti:
|    | 27"61 | Daniela Samulski Germania | 26 giugno 2009 Berlino, Germania |
| GR | 29"17 | Laure Manadou Francia     | 24 giugno 2005 Almería, Spagna   |

Durante l'evento sono stati migliorati i seguenti record:
| Data      | Evento      | Atleta     | Nazione | Tempo | Record |
| --------- | ----------- | ---------- | ------- | ----- | ------ |
| 27 giugno | 1ª batteria | Elena Gemo | Italia  | 28"80 | GR     |
| 27 giugno | Finale      | Elena Gemo | Italia  | 28"60 | GR     |

## Batterie
Sabato 27 giugno, ore 10:00 CEST.
Si sono svolte 3 batterie di qualificazione. Le prime 8 atlete si sono qualificate direttamente per la finale.
| #  | Batteria | Corsia | Atleta                 | Nazionalità | Tempo | Note  |
| -- | -------- | ------ | ---------------------- | ----------- | ----- | ----- |
| 1  | 1        | 4      | Elena Gemo             | Italia      | 28"80 | Q, GR |
| 2  | 1        | 5      | Laura Letrari          | Italia      | 28"82 | Q     |
| 3  | 2        | 4      | Mercedes Peris Minguet | Spagna      | 28"88 | Q     |
| 4  | 3        | 5      | Esther Baron           | Francia     | 28"88 | Q     |
| 5  | 3        | 4      | Sanja Jovanović        | Croazia     | 29"09 | Q     |
| 6  | 2        | 3      | Marica Strazmester     | Serbia      | 29"14 | Q     |
| 7  | 2        | 5      | Duane Da Rocha Marce   | Spagna      | 29"33 | Q     |
| 8  | 1        | 3      | Lidja Franic           | Croazia     | 29"49 | Q     |
| 9  | 2        | 6      | Theodora Drakou        | Grecia      | 29"70 |       |
| 10 | 3        | 6      | Aspasia Petradaki      | Grecia      | 30"05 |       |
| 11 | 3        | 2      | Maja Sovinek           | Slovenia    | 30"13 |       |
| 12 | 1        | 6      | Anja Carman            | Slovenia    | 30"21 |       |
| 13 | 3        | 3      | Alexianne Castel       | Francia     | 30"31 |       |
| 14 | 2        | 2      | Gizem Cam              | Turchia     | 30"34 |       |
| 15 | 1        | 2      | Danijela Djikanovic    | Serbia      | 30"90 |       |
| 16 | 3        | 7      | Nazli Calisal Ege      | Turchia     | 31"38 |       |
| 17 | 3        | 8      | Monica Ramirez Abella  | Andorra     | 31"73 |       |
| 18 | 3        | 1      | Valentina Grassi       | San Marino  | 31"88 |       |
| 19 | 1        | 7      | Sofia Papadopoulou     | Cipro       | 32"15 |       |
| 20 | 2        | 7      | Imane Boulaamane       | Marocco     | 33"27 |       |
| 21 | 2        | 1      | Asmahan Farhat         | Libia       | 35"31 |       |
| 22 | 1        | 1      | Laila Kamal Farhat     | Libia       | 35"39 |       |

## Finale
Sabato 27 giugno, ore 18:00 CEST.
| Posizione | Corsia | Atleta                 | Paese   | Tempo | Note |
| --------- | ------ | ---------------------- | ------- | ----- | ---- |
|           | 4      | Elena Gemo             | Italia  | 28"60 | GR   |
|           | 3      | Mercedes Peris Minguet | Spagna  | 28"64 |      |
|           | 2      | Sanja Jovanović        | Croazia | 28"65 |      |
| 4         | 6      | Esther Baron           | Francia | 28"78 |      |
| 5         | 5      | Laura Letrari          | Italia  | 29"00 |      |
| 6         | 1      | Duane Da Rocha Marce   | Spagna  | 29"23 |      |
| 7         | 7      | Marica Strazmester     | Serbia  | 29"23 |      |
| 8         | 8      | Lidja Franic           | Croazia | 29"85 |      |